# Темпьо-Ходзі (ненґо)
Темпьо-Ходзі (яп. 天平宝字 — тенпьо-ходзі, «мир у Піднебесній — дорогоцінні літери») — ненґо, девіз правління імператора Японії з 757 по 765 роки.

## Походження назви
Періменування старого девізу «Темпьо-Сьохо» на «Темпьо-Ходзі», було пов'язано із щасливим знаменням — підлеглі імператора знайшли напис зроблений шовковим черв'яком на листі шовковиці «Володар Небес спустився 5 місяця 8 числа і сповістив, що імператор житеме сто років».

## Хронологія
- 2 рік (758) — Поява практики передачі імператорського престолу спадкоємцю за життя діюючого імператора;
- 3 рік (759) — Складено збірку віршів «Манйосю»;
- 8 рік (764) — Повстання Фудзівари Накамаро. Перехід на досконаліший сонячно-місячний календар.

## Порівняльна таблиця
| Роки Тенпьо Ходзі       | 1    | 2    | 3    | 4    | 5    | 6    | 7    | 8    | 9    |
| Григоріанський календар | 757  | 758  | 759  | 760  | 761  | 762  | 763  | 764  | 765  |
| Китайський календар     | 丁酉 | 戊戌 | 己亥 | 庚子 | 辛丑 | 壬寅 | 癸卯 | 甲辰 | 乙巳 |